# Legio II Augusta
Legio secunda Augusta ou Legio II Augusta ("Segunda legião de Augusto") foi uma legião do exército imperial romano formada na década de 40 a.C. e que ainda operava na Britânia no século IV Seus emblemas eram o Capricórnio:p. 128, Pégaso:p. 129 e o deus Marte.

## Origem
A Legio II Sabina era uma unidade militar do final do período republicano que pode ter sido criada por Júlio César durante seu ano de consulado (48 a.C.) e seria, neste caso, a legião conhecida como "Legio II". Sua função era lutar contra Pompeu e lutou na Batalha de Munda em 45 a.C. É possível também que a Legio II seja a legião criada pelo cônsul Caio Víbio Pansa Cetroniano em 43 a.C. em "Sabina", de onde tirou seu cognome original e é possível que ela tenha participado da Batalha de Filipos (42 a.C.) do lado do Segundo Triunvirato (Marco Antônio, Otaviano e Lépido).
Depois da derrota dos republicanos, a Legio II jurou fidelidade a Otaviano e manteve seu nome até a Batalha de Ácio (31 a.C.). Foi aparentemente dissolvida em algum momento entre 30 e 14 a.C. (deixando entre 105 000 e 120 000 veteranos), alguns dos quais foram incorporados na nova "Legio II Augusta", criada imediatamente em seguida.

## Período imperial
No começo do reinado de Augusto, em 25 d.C., esta legião foi realocada para Hispânia para lutar nas guerras cantábricas, que firmaram definitivamente o poder de Roma na região, ficando aquartelada em seguida em Hispânia Tarraconense. Com a aniquilação das legiões XVII, XVIII e XIX na batalha da floresta de Teutoburgo (em 9 d.C.), a II Augusta foi novamente realocada, agora para a Germânia, possivelmente na área onde hoje está Mogúncia. Após 17 d.C., ela ficou em Argentorato (atual Estrasburgo).

### Invasão da Britânia

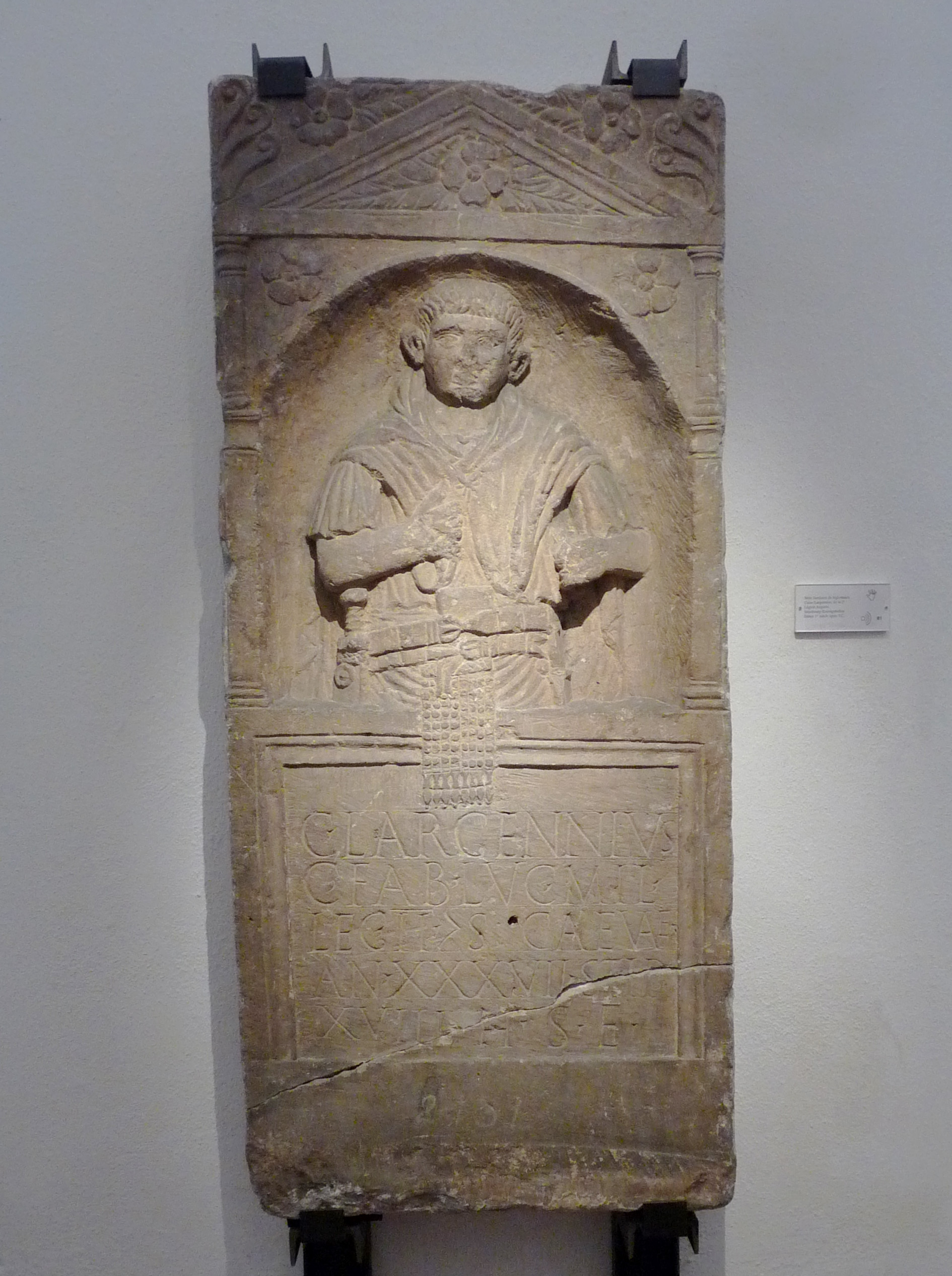
Estela funerária do legionário Caio Largênio da Legio II Augusta, encontrada em Estrasburgo (distrito de Kœnigshoffen)
(Museu Arqueológico de Estrasburgo)

A legião participou então da Conquista romana da Britânia em 43 d.C. O futuro imperador Vespasiano era o comandante da legião na época e liderou a campanha contra as tribos durotriges e dumnônias. Embora esteja nos registros que ele sofreu uma derrota pelas mãos dos siluros em 52 d.C., a II Augusta se mostrou uma das melhores legiões, mesmo após sua desgraça durante o levante da rainha Boudica, quando seu prefeito do castro (praefectus castrorum), que era então o comandante em exercício (seus legados e tribunos provavelmente ausentes com o governador Caio Suetônio Paulino), desobedeceu uma ordem de Suetônio para que se juntassem a ele e, por isso, cometeu o suicídio posteriormente.
Após a derrota de Boudica, a legião foi dispersada em diversas bases. De 66 até 74, ela esteve em Glevo Nervense (moderna Gloucester). Em seguida, foi realocada para Isca Augusta (moderna Caerleon), construindo lá uma fortaleza que os soldados ocuparam até o final do século III. A legião também tinha conexões com o campo em Alchester, em Oxfordshire, teve seu selo estampado em tijolos no século II em Abonas (Abonae; um subúrbio de Bristol) na costa de Avon.

## Séculos II e III
Em 122, a II Augusta ajudou a construir a Muralha de Adriano. Em 196, ela apoiou o golpe do governador da Britânia, Clódio Albino, que foi derrotado por Sétimo Severo. Durante a campanha escocesa de Severo, a segunda mudou-se para Carpow, retornando para Caerleon durante Alexandre Severo.